# Neromia picticosta
Neromia picticosta är en fjärilsart som beskrevs av Louis Beethoven Prout 1913. Neromia picticosta ingår i släktet Neromia och familjen mätare. Inga underarter finns listade i Catalogue of Life.